# Scaptobius ursulinarum
Scaptobius ursulinarum är en skalbaggsart som beskrevs av Basilewsky 1950. Scaptobius ursulinarum ingår i släktet Scaptobius och familjen Cetoniidae. Inga underarter finns listade i Catalogue of Life.